# 서양고추나물

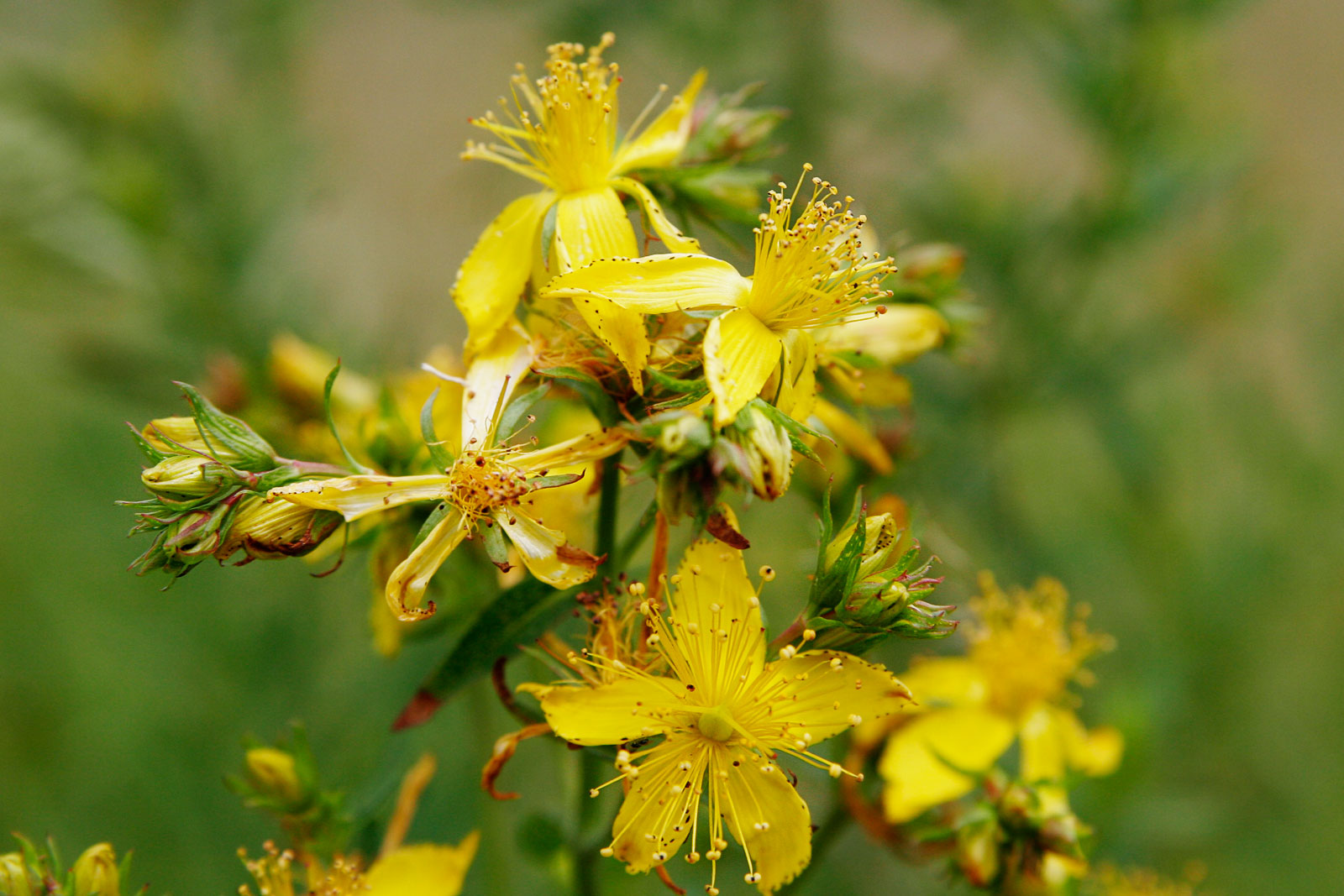

서양고추나물(Hypericum perforatum), 세인트존스워트(perforate St John's-wort), 망종화는 물레나물과에 속하는 속씨식물이며 물레나물속의 모식종이다.
Hypericum maculatum과 채고추나물의 잡종으로 추정되는 이 종은 유라시아의 온난 지대에서 볼 수 있으며 북아메리카와 남아메리카, 남아프리카와 오스트레일리아 다수 지역에 침입 잡초종으로 도입되었다. 이 종이 가축에 유해하고 처방의약품에 간섭을 줄 수 있지만 수세기에 걸쳐 전통약제로 사용되고 있고 21세기에 상업적으로 경작되고 있다.